# Museu Nacional de Ife
O Museu Nacional de Ife (em inglês:  Ife National Museum) é um museu situado no estado de Osun, Nigéria. O museu dedica-se a expor objetos do antigo Ife, entre os quais peças de terracota e bronze.

## História
O museu está em um edifício circular de arquitetura colonial que foi construído no ano de 1948,  aberto ao público pela primeira vez em 1954. Alguns dos objetos foram roubados entre abril de 1993 e novembro de 1994. Entre eles, três cabeças de terracota que foram recuperadas na França e devolvidas à Nigéria em 1996. Peças encontradas em uma construção no Palácio de Wunmonije em 1938, atribuídas ao povo Yoruba, foram destinadas ao museu. Algumas das cabeças de terracota, no entanto, foram saqueadas da Nigéria — o que provocou  um controle mais restrito com as antiguidades por parte do governo nigeriano.

## Coleções

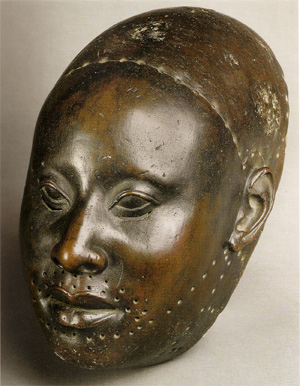
Cabeça de bronze de Ifé

Além de coleções arqueológicas, de peças de metal a  restos humanos, o museu conta também com objetos etnográficos — como roupas tradicionais e bolsas de couro — e esculturas de pedra e cabeças de terracota. Algumas das esculturas datam do século XIII.Sua colecção de cabeças de bronze de Ife foi descoberta em 1938. O museu conta, ainda, com objetos juju, um sistema de crenças espirituais que incorpora objetos utilizados na África Ocidental, máscaras Gẹlẹdẹ encontradas em 1954 nos arredores de Ife e objetos tradicionais utilizados pelo povo yoruba na vida cotidiana, como travesseiros chamados Timutimus, leques nativos chamados Abebes,  panelas de barro, facas, sapatos e cintos de medicina nativa. Algumas das cabeças de madeira e bronze têm a boca amordaçada; segundo o etnógrafo Mathew Ogunmola, isto representaria os escravos que foram assassinados em diferentes santuários.